# Iwan Kowal
Iwan Grigorjewicz Kowal (ros. Иван Григорьевич Коваль; ur. 24 listopada 1913 w guberni odeskiej, zm. 21 października 1970 w Moskwie) – radziecki działacz partyjny.

## Życiorys
W 1929 został kierownikiem wiejskiego klubu, później odbywał służbę w Armii Czerwonej, 1933-1934 był zastępcą dyrektora sowchozu, w 1937 ukończył Komunistyczny Uniwersytet Rolniczy im. Artioma i został dyrektorem technikum rolniczego. Od 1938 należał do WKP(b), w 1940 został etatowym funkcjonariuszem partyjnym, a od 1941 do 1946 był politrukiem w Armii Czerwonej, po demobilizacji pracował w Komitecie Obwodowym KP(b)U jako instruktor i zastępca kierownika wydziału. W 1949 został II, a w 1950 I sekretarzem Komitetu Miejskiego KP(b)U w Kirowohradzie, 1950-1951 był sekretarzem Komitetu Obwodowego KP(b)U w tym mieście, 1951-1954 studiował w Wyższej Szkole Partyjnej przy KC WKP(b)/KPZR, po czym został instruktorem KC KPZR i następnie inspektorem KC KPZR. 12 kwietnia 1961 wszedł w skład Biura KC Komunistycznej Partii Tadżykistanu i jednocześnie objął funkcję II sekretarza KC KPT (pełnił tę funkcję do końca życia), a 31 października 1961 został zastępcą członka KC KPZR.